# أولويارفي

موقع أولويارفي.

شعار أولويارفي

أولويارفي (Ylöjärvi) مدينة فنلندية، تقع في إقليم بيركانما على بعد 14 كيلومتراً إلى الغرب من مدينة تامبيري.
بلدة يبلغ عدد قاطنيها 30.235 ساكن ، و يغطي نطاقها البلدي مساحة قدرها 1.324,10 كم²، منها 208,62 كم² من المياه. وتبلغ الكثافة السكانية 27.1 نسمة\كم². وقد ازداد عدد السكان بشكل سريع في السنوات الأخيرة ، ففي عام 1990 كان بالكاد يزيد عن 18.000.
تأسست أولويارفي كبلدية في عام 1869. تبدأ تعرف كمدينة من 1 يناير 2004.
ضـُمت بلدية فيلياكـَّلا مع أولويارفي في 1 يناير 2007. بينما ضـُمت بلدية كورو إلى أولويارفي في 1 يناير 2009.

## شجرة الجبل
تقع بالمدينة شجرة الجبل، عمل من لفن الأراضي من الفنان الأمريكي أغنيس دينس. وقد صممت هذا العمل في عام 1983 ، و أعلنت الحكومة الفنلندية البناء في مؤتمر قمة الأرض عام 1992. انتهى البناء في عام 1996 ، و الموقع محمي قانونياً للسنوات 400 المقبلة. افتتح رئيس فنلندا شجرة الجبل في يونيو 1996.

## التوأمة
أولويارفي متوأمة مع:
- أرفيكا، السويد، من 1978
- كونغسفينغر، النرويج، من 1980
- سكيفي، الدنمارك، من 1980
- ساكو، إستونيا، من 1992
- فيشني فولوتشيوك، روسيا، من 1994
- بالاتونفولدفار، المجر، من 1994

## وصلات خارجية
- مدينة أولويارفي – الموقع الرسمي